# Listă de paradoxuri
Aceasta este o listă de paradoxuri, grupate tematic. Gruparea paradoxurilor este aproximativă, deoarece paradoxurile se pot încadra în mai multe categorii. Lista colectează numai scenarii care au fost numite paradox de cel puțin o sursă. Deși considerate paradoxuri, unele dintre acestea sunt pur și simplu bazate pe raționament eronate (falsificate) sau o soluție neintuitivă. De exemplu, unele paradoxuri apar doar în mecanica clasică newtoniană, nu și în cosmologia bazată pe teoria relativității generale. Neoficial, termenul paradox este adesea folosit pentru a descrie un rezultat contra-intuitiv.

## Astronomie, cosmologie
- Paradoxul lui Fermi este contradicția aparentă între probabilitatea de existență în Univers a unor civilizații extraterestre, probabilitate estimată a fi mare, și lipsa de contacte cu astfel de civilizații sau alte dovezi de existență a lor.

- Paradoxul informației găurii negre rezultă dintr-o combinație a mecanicii cuantice cu relativitatea generală.

- Paradoxul lui Olbers spune că într-un univers infinit, static și uniform, cerul nopții ar fi complet iluminat de nenumărate stele și foarte luminos și nu ar trebui să fie negru.

### Gravitaționale
- Paradoxul lui Bentley este un paradox cosmologic care afirmă că dacă toate stelele sunt atrase una de alta prin gravitație, atunci ar trebui în cele din urmă să se prăbușească toate într-un singur punct.

- Paradoxul lui Seeliger sau paradoxul gravitațional spune că într-un univers infinit cu materie distribuită uniform, forța gravitațională va fi infinită în orice punct. În teoria relativității generale, nu mai apare acest paradox.

## Călătorie în timp
- Paradoxul bunicului este un paradox descris de către scriitorul de ficțiune René Barjavel. Paradoxul presupune ipostaza în care un om călătorește înapoi în timp și își ucide bunicul biologic, înainte ca acesta din urmă să o întâlnească pe bunica omului călător. Paradoxul bunicului a fost folosit ca argument pentru imposibilitatea călătoriei înapoi în timp. Totuși, au fost propuse un număr de căi posibile pentru evitarea paradoxului.
- Paradoxul gemenilor spune că dacă un frate rămâne pe Pământ, iar celălalt face o călătorie în spațiu într-o navă ce se deplasează cu viteze apropiate de viteza luminii, la întoarcere, fratele călător va fi îmbătrânit mult mai puțin decât cel rămas pe Pământ.

## Filozofie
- Paradoxul identității sau Nava lui Tezeu este un experiment mental în metafizica identității care ridică problema dacă o navă (sau un obiect în general) cu toate componentele sale înlocuite rămâne în mod fundamental același obiect.[1]

- Paradoxul mincinosului sau paradoxul lui Epimenide. Epimenide, care era cretan, a scris într-un poem al său: Cretanii, întotdeauna mincinoși, fiare ale răului, burtoși leneși. Dacă afirmația sa că toți cretanii sunt mereu mincinoși este o minciună atunci înseamnă că toți cretanii spun adevarul, iar afirmația lui Epimenides este adevărată.

- Paradoxul soriților sau paradoxul grămezii este un paradox care apare atunci când oamenii își folosesc "bunul simț" asupra unor concepte vagi, întrebând, de exemplu: În ce moment un morman de nisip, încetează să mai fie un morman, atunci când ii eliminam din grăunțe?

- Paradoxul lui Socrate: Singurul lucru pe care îl știu este că nu știu nimic.

- Paradoxurile lui Zenon sunt mai multe probleme despre care se consideră că au fost enunțate de Zenon din Elea pentru a aduce susținere doctrinei lui Parmenide cum că „toate sunt una”, că în ciuda a ceea ce arată simțurile omului, credința în pluralitate și în schimbare este greșită, și că mișcarea este doar o iluzie.

### Filozofia religiei
- Paradoxul omnipotenței sau paradoxul pietrei: O ființă omnipotentă poate crea o piatră pe care nu o poate ridica?

- Problema răului pune la îndoială sau caută să justifice existența unui zeu care este deopotrivă omnipotent, atotcunoscător și atotiubitor, fiind adus argumentul că un asemenea zeu nu ar trebui să permită existența răului și a durerii.

## Matematică, logică
- 0,(9)=1

- 1 − 2 + 3 − 4 + · · ·

- Paradoxul calului, afirmat prima dată de George Pólya, spune că Toți caii sunt de aceeași culoare.

- Paradoxul cartofului: Avem 100 de kilograme de cartofi, care conțin 99% apă. Dacă îi punem la uscat până când vor conține doar 98% apă, cât vor cântări? Răspunsul este: 50 de kilograme.

- Paradoxul corbului sau paradoxul lui Hempel: Toți corbii sunt negri. Dacă ceva nu este negru, atunci nu este corb. Mărul verde nu este negru, deci nu este corb.

- Paradoxul Sankt Petersburg este un paradox în teoria probabilității în care un participant va plăti doar o sumă mică pentru o valoare prognozată infinit mai mare.

- Paradoxul lui Bertrand este o problemă ce reflectă interpretarea tradiționalistă a teoriei probabilităților. Paradoxul lui Bertrand are următoarea formulare: Fie un triunghi echilateral înscris într-un cerc. Presupunând că o coardă a cercului este aleasă aleator, care este probabilitatea ca aceasta să fie mai lungă decât o latură a triunghiului?

- Paradoxul lui Braess este o explicație propusă pentru situația în care o modificare a unei rețele rutiere pentru a îmbunătăți traficul are efect invers și împiedică traficul prin aceasta. Sau când închiderea unor culoare importante de trafic duce la descongestionarea traficului.

- Paradoxul lui Cramer sau paradoxul lui Cramer-Euler este afirmația că numărul de puncte de intersecție a două curbe de ordin superior cu un plan poate fi mai mare decât numărul punctelor arbitrare care sunt de obicei necesare pentru a identifica în mod unic fiecare astfel de curbă

- Paradoxul lui Newcomb este un experiment mental care implică un joc între doi jucători, dintre care unul este capabil să prezică viitorul.

- Paradoxul lui Russell sau paradoxul mulțimii tuturor mulțimilor este un paradox logic și se referă în special la teoria mulțimilor, la existența unei mulțimi a tuturor mulțimilor. Variante: Paradoxul bărbierului, Paradoxul poștașului, Paradoxul cataloagelor, Paradoxul colecționarului.

- Paradoxul zilei de naștere se referă la probabilitatea ca într-o mulțime de oameni doi oameni să aibă aceeași zi de naștere. Folosind principiul porumbeilor, probabilitatea este de 100% atunci când numărul de persoane este de 367. Paradoxul apare atunci când  probabilitatea de 99,9% este atinsă cu doar 70 de persoane, iar probabilitatea de 50% cu doar 23 de persoane.[2]

## Fizică
- Paradoxul Einstein-Podolsky-Rose. Cei trei au încercat să demonstreze matematic că funcția de undă nu conține informații complete despre realitatea fizică și, prin urmare, interpretarea Copenhaga este nesatisfăcătoare; rezoluțiile paradoxului au implicații importante pentru interpretarea mecanicii cuantice.

- Paradoxul frunzei de ceai - după ce se amestecă ceaiul cu lingurița, toate frunzele de ceai se adună în centrul cănii, ceea ce contrazice efectul forței centrifuge. Explicația este fluxul secundar (la fel ca cel din atmosfera Pământului) care „împinge” frunzele de ceai spre centrul cănii.[3]

- Paradoxul lui Gibbs desemnează în termodinamică comportarea anormală, discontinuă, a entropiei în procesul de amestec a două gaze, atunci când asemănarea între acestea crește

- Paradoxul gemenilor, în fizică, este un experiment imaginar din teoria relativității restrânse, în care o persoană care călătorește în spațiu cu o navă de mare viteză se întoarce acasă și își găsește fratele geamăn identic rămas pe Pământ mai bătrân decât el. Acest rezultat pare neașteptat, deoarece situația pare simetrică, întrucât fratele rămas pe Pământ poate fi considerat ca fiind și el în mișcare în raport cu celălalt. De aceea se numește "paradox". Contradicția aparentă este explicată în cadrul teoriei relativității.

- Paradoxul morții termice este un argument care folosește termodinamica pentru a arăta imposibilitatea existenței unui univers infinit de vechi, caz în care ar fi trebuit să se fi atins echilibrul său termodinamic.

- Paradoxul Soarelui slab timpuriu descrie o aparentă contradicție dintre observațiile prezenței apei lichide în perioada timpurie a Pământului și premise astrofizice care prezic o intensitate solară în acea perioadă de doar 70% față de epoca contemporană.

- Singularitate gravitațională, singularitate spațială sau singularitate -  este, teoretic, un punct în spațiu în care câmpul gravitațional al unui corp ceresc devine infinit într-un mod care nu depinde de sistemul de coordonate.

## Sisteme electorale
- Paradoxul lui Arrow afirmă că nu există o formă democratică de votare care să permită o alegere socială tranzitivă și rațională.

- Paradoxul lui Condorcet sau paradoxul votului reprezintă o situație semnalată de către marchizul de Condorcet la sfârșitul secolului al XVIII-lea, în care se arată că preferințele colective sunt ciclice (non tranzitive), chiar dacă preferințele individuale nu sunt.

## Diverse
- Oul sau găina este o dilemă a cauzalității, de obicei exprimată prin întrebarea: „Ce a fost mai întâi, oul sau găina?”. Filozofii antici, prin această întrebare, își puneau întrebări legate de apariția vieții și, în general, despre originile universului.

- Paradoxul pisicii unse cu unt - Ce s-ar întâmpla dacă o pisică cade cu o felie de unt (partea unsă cu unt în sus) legată de spatele pisicii?

- Paradoxul creierului Boltzmann -  este mult mai probabil ca orice observator (creierul conștient de sine plus amintirile) să fie un creier Boltzmann decât un creier apărut prin evoluție.

## Legături externe
- Paradoxuri faimoase, playtech.ro
- 7 paradoxuri imposibil de rezolvat, protv.ro

## Vezi și
- Puzzle
- Obiect imposibil